# Bistorta ochotensis
Bistorta ochotensis är en slideväxtart som beskrevs av Komarov. Bistorta ochotensis ingår i släktet ormrötter, och familjen slideväxter. Inga underarter finns listade i Catalogue of Life.